# 科威特航空422号班机劫机事件
科威特航空422号班机劫机事件，指的是1988年4月5日，科威特航空一架波音747在从曼谷飞往科威特途中遭劫持的事件。这起事件引发了一场持续16天，横跨3大洲的人质危机。数名黎巴嫩游击队员想通过劫机促使科威特政府释放17名参与1983年科威特爆炸事件的什叶派穆斯林囚犯。在这起事件中，飞机起初在伊朗强行着陆，随后又从伊朗东北部的馬什哈德飞到了塞浦路斯的拉纳卡，最后到了阿爾及爾。 
科威特派出官员同劫机者进行了谈判，但由于科威特拒绝释放囚犯，谈判失败。直至4月20日这起事件结束，共有两名人质被杀。劫机者（科威特政府怀疑他们是真主党成员）从地道逃出了阿尔及尔。这起劫机事件共持续16天之久，是世界上持续时间最长的劫机事件之一。

## 事件经过

### 劫持的开始及停留伊朗
飞机与1988年4月5日遭到劫持，事发时科威特航空422号班机共载有112人（其中包括三名科威特皇室成员）。在飞机从曼谷起飞3小时后，正在阿曼湾上空飞行时，三名持有枪支和手榴弹的黎巴嫩男子劫持了这架飞机。根据一名乘客的说法，劫机者对乘客们说：“不要担心，我们只是想维护我们的权利。”尽管乘客行动受限，但他们并没有遭到虐待。 劫机者强迫机组飞往伊朗，伊朗政府起初不允许他们降落，不过在得知飞机燃料即将耗尽后，伊朗政府默许了。在飞机于馬什哈德降落后，劫机者说，他们要求科威特释放17名因1983年科威特爆炸案北部的17名什叶派囚犯。他们还说，如果有人想要靠近飞机，他们就会引爆炸弹炸掉飞机，如果科威特政府不同意他们提出的条件，它们就会杀掉机上的科威特皇室成员。
据报道劫机者共有6至7名，曾参与1985年环球航空847号班机劫机事件的Hassan Izz-Al-Din也在其中。次日，劫机者在于伊朗首相会面后，释放了25名人质（一名患心脏病的男乘客和24名妇女）4月7日，在科威特政府派人谈判后，他们又释放了32名人质。不过，由于科威特在两伊战争中支持伊拉克，那17名囚犯又是伊朗人，谈判失败了。随后，劫机者就不再释放人质。他们强迫伊朗政府为他们加油并向安全人员开枪。

### 塞浦路斯
4月8日，飞机再度从马什哈德起飞。飞机曾飞往黎巴嫩的贝鲁特和叙利亚的大马士革，但是两地均没有允许飞机降落。不过，在7小时候，塞浦路斯政府允许飞机在塞浦路斯拉纳卡降落，谈判将继续在那里进行。塞浦路斯官员和巴勒斯坦解放组织同劫机者进行的对话促使劫机者于4月9日释放了一名人质。4月12日，又有12名人质得到释放。不过劫机者在这段时间内又枪杀了两名科威特籍乘客。劫机者在索要燃油时将他们的尸体放在了塞浦路斯的柏油路面上。 另外，飞行员报告说有乘客遭到了殴打。劫机者也曾威胁说要驾机撞向科威特王宫，他们说，如果囚犯不被释放，那么他们就会开展一场“缓慢而无声的屠杀”。

### 阿尔及利亚
4月13日，飞机在加油后再度起飞，这回他们朝着允许飞机降落的阿尔及利亚飞去。 曾在1981年伊朗人质危机中扮演关键角色的阿尔及利亚在飞机降落后立刻同接近者展开对话。飞机最初停放在了一座航站楼边上，不过，由于一架载着赞比亚总统的飞机的到来，出于安全方面的考虑，飞机被要求移走了。
Djuma Abdallah Shatti，一名患有糖尿病的人质在4月14日得到释放。至此，机上只剩31人了。 随后，劫机者在一份声明中说：“我们不是劫匪，我们掌握着真理。”在劫机者的要求下，两名乘客随后告知塔台，劫机者要求进行会面，不然他们就会杀掉所有人。 4月16日，劫机者要求加油。阿尔及利亚政府应科威特及沙特政府的要求让飞机待在地面上。但谈判随后陷入僵局，阿尔及利亚政府将此归罪于科威特政府回避人质问题的“不合作”态度。 4月18日，科威特国家足球队的成员提出要以他们交换人质。同日，科威特王子Fadhal al-Sabah敦促科威特政府释放囚犯。劫机者于4月20日释放人质并投降。

## 后续
4月20日，劫机者在向阿尔及利亚政府投降前释放了剩余的人质，他们事后被允许离开阿尔及利亚。直到最后，科威特政府也没有释放那17名囚犯。 投降前，他们发布声明称他们将继续为这17人得获释而战。 随后他们飞往未知地点。 这起危机共持续16天， 是世界上持续时间最长的劫机事件之一。
最后获释的这批人质搭乘飞机回了科威特。有2000人参加了对事件中遇难的那两名科威特人的悼念。 4月25日，时代周刊报道，许多中东国家领导人对劫机事件进行谴责，因为舆论焦点已经从几个月前的巴勒斯坦起义转到了劫机上来。 这也影响了原本紧张的伊朗和巴勒斯坦解放组织之间的关系。 科威特政府相信，劫机事件是由真主党策划的。
许多获释乘客宣称，伊朗政府在飞机于马什哈德机场停留期间，向劫机者提供了武器和爆炸物。 科威特安全官员Khaled Nasser Zaferi说，飞机在伊朗降落后，有数名男子登上了飞机。“劫机者获得了之前没有的一把冲锋枪和炸弹。那些东西被伪装成了清洁用具，不过那些人的表演十分拙劣，他们一定是伊朗安全人员，我们都心照不宣。” 乘客说，劫机者们在投降前清除了指纹以及机上其他证据。机长Subhi Yousif则说，他到释放后才知道有两名乘客被杀。
这起劫机事件也促成了1988年4月26日加利福尼亚州圣盖博高中（San Gabriel High School）的一起事件。当时，一名叫杰夫瑞·考克斯的学生用一把半自动步枪劫持一个班的学生超过30分钟。他想杀掉他的同学。随后，考克斯被其他学生制服并被警方逮捕。她的一名朋友随后告诉媒体说，考克斯是看了史蒂芬·金的小说《Rage》才这么做的。